# Złocieniec
Złocieniec (niem. Falkenburg) – miasto w północno-zachodniej Polsce, w woj. zachodniopomorskim, w powiecie drawskim, siedziba gminy miejsko-wiejskiej Złocieniec. Położone na Pojezierzu Drawskim, nad rzekami Drawą i Wąsową.
Według danych z 31 grudnia 2023 r. miasto miało 12 106 mieszkańców
Pod względem liczby ludności, miasto zajmuje w województwie zachodniopomorskim 19. miejsce, natomiast pod względem powierzchni miejsce 10.

## Położenie

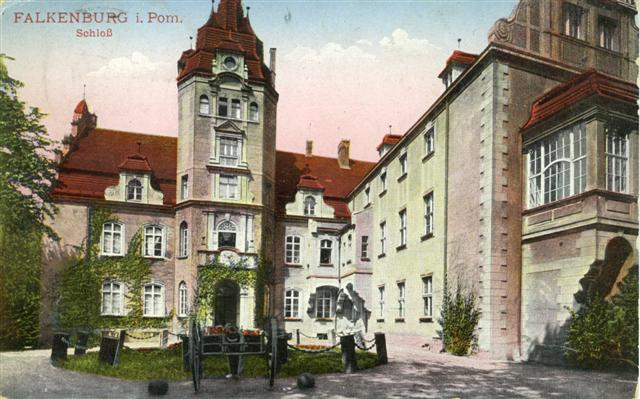
Nieistniejący zamek w Złocieńcu

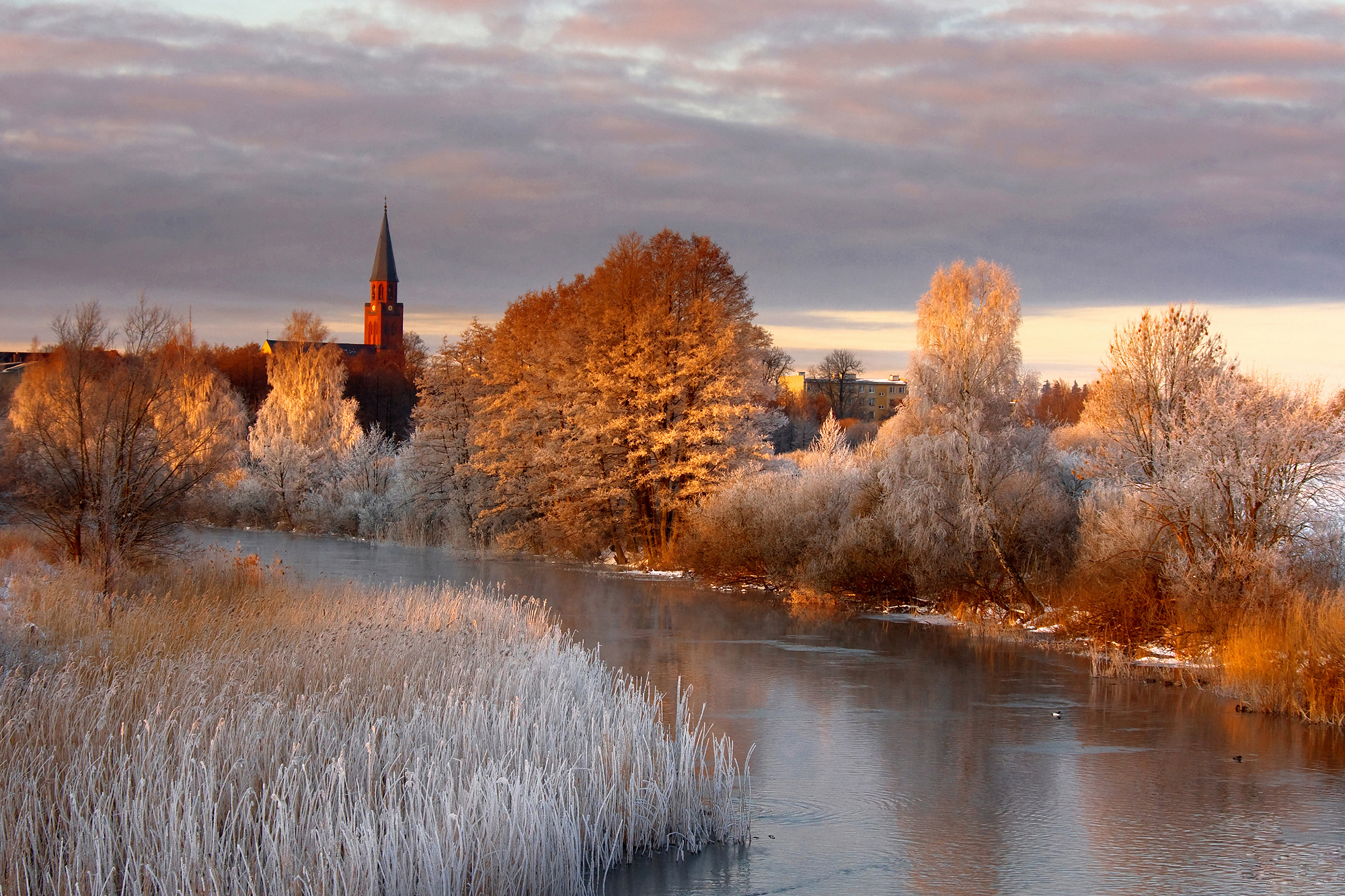
Drawa w Złocieńcu

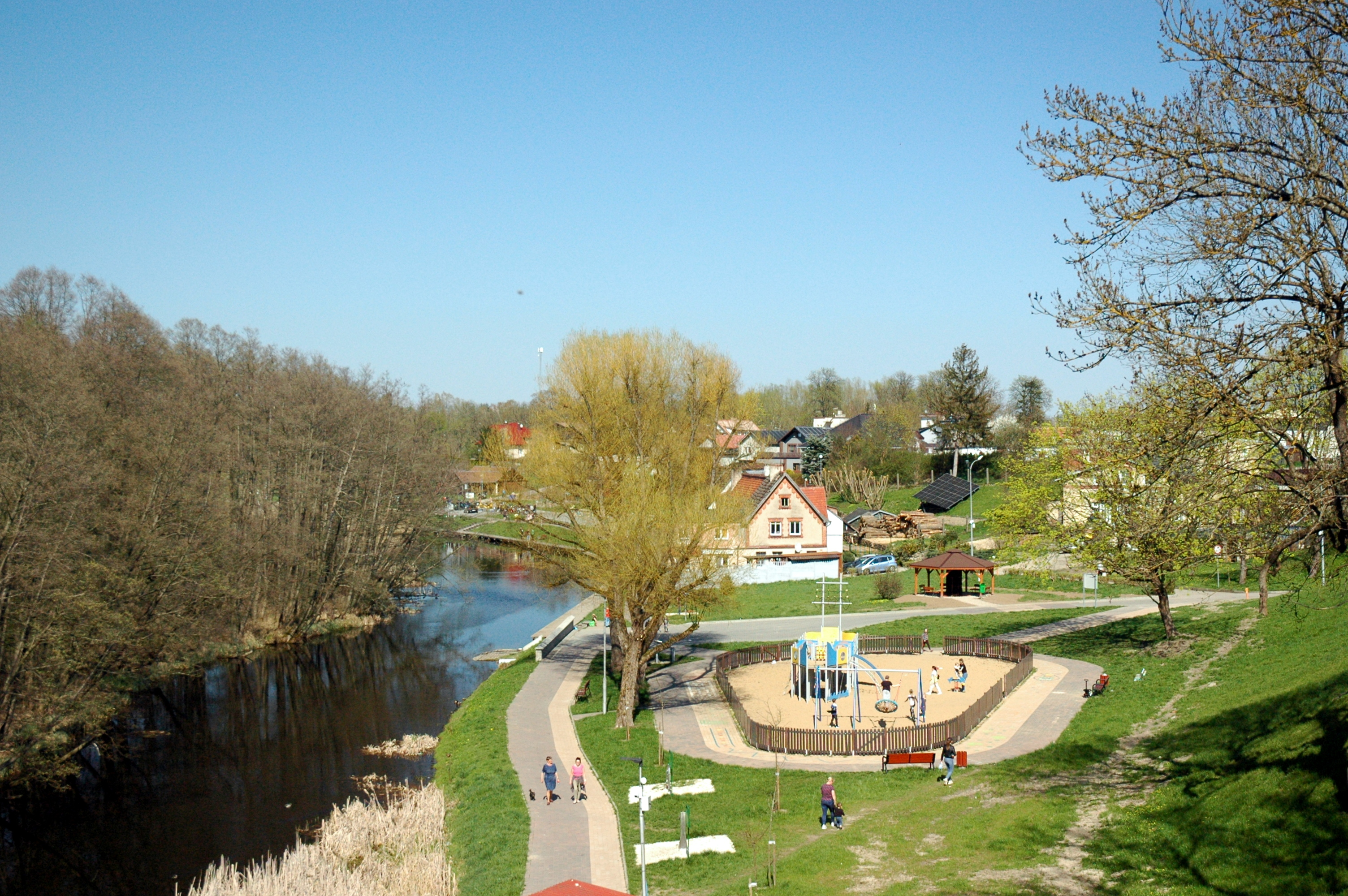
Drawa w Złocieńcu

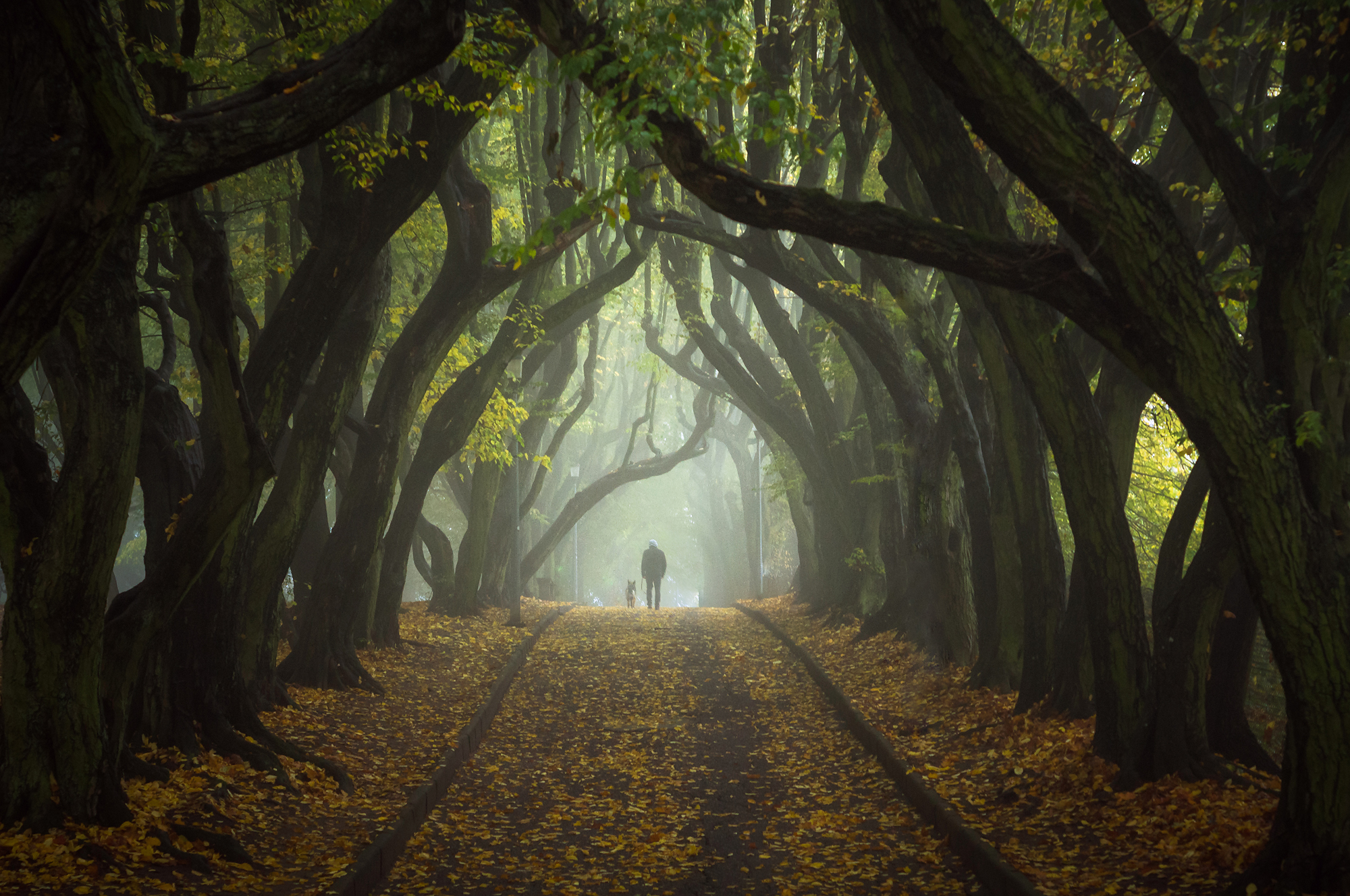
Aleja grabowa w parku Żubra

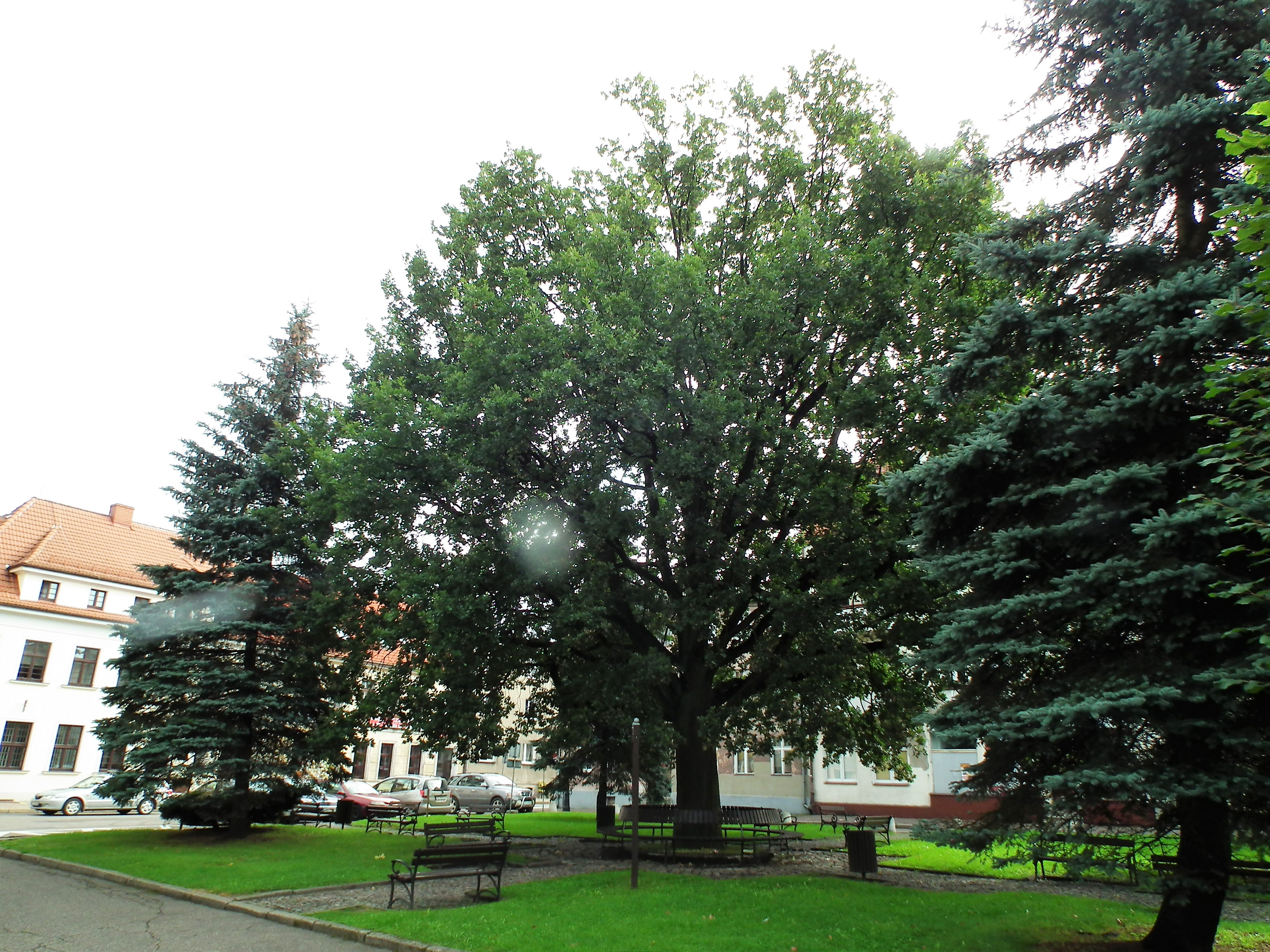
Dąb Antek

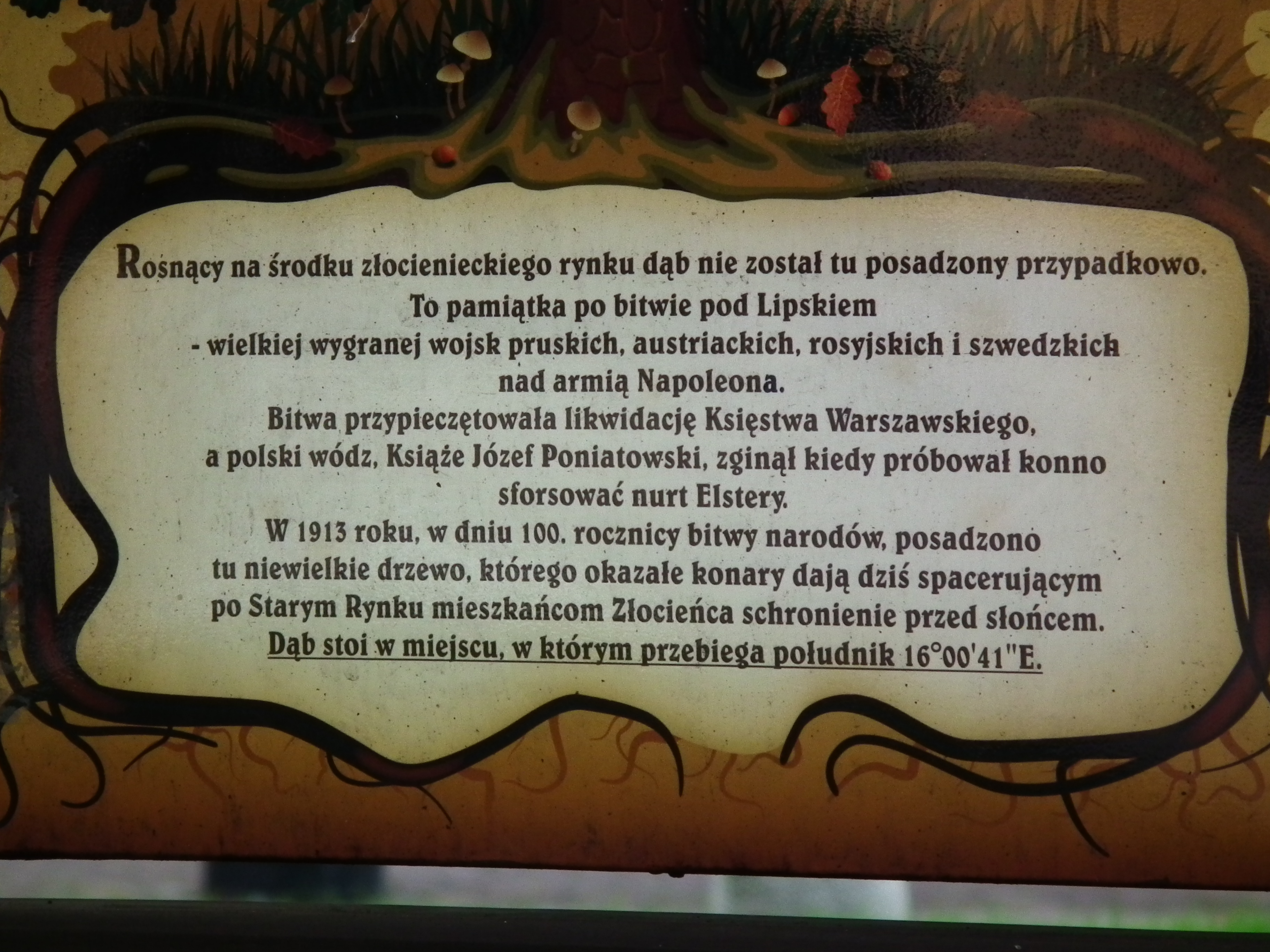
Tablica informacyjna

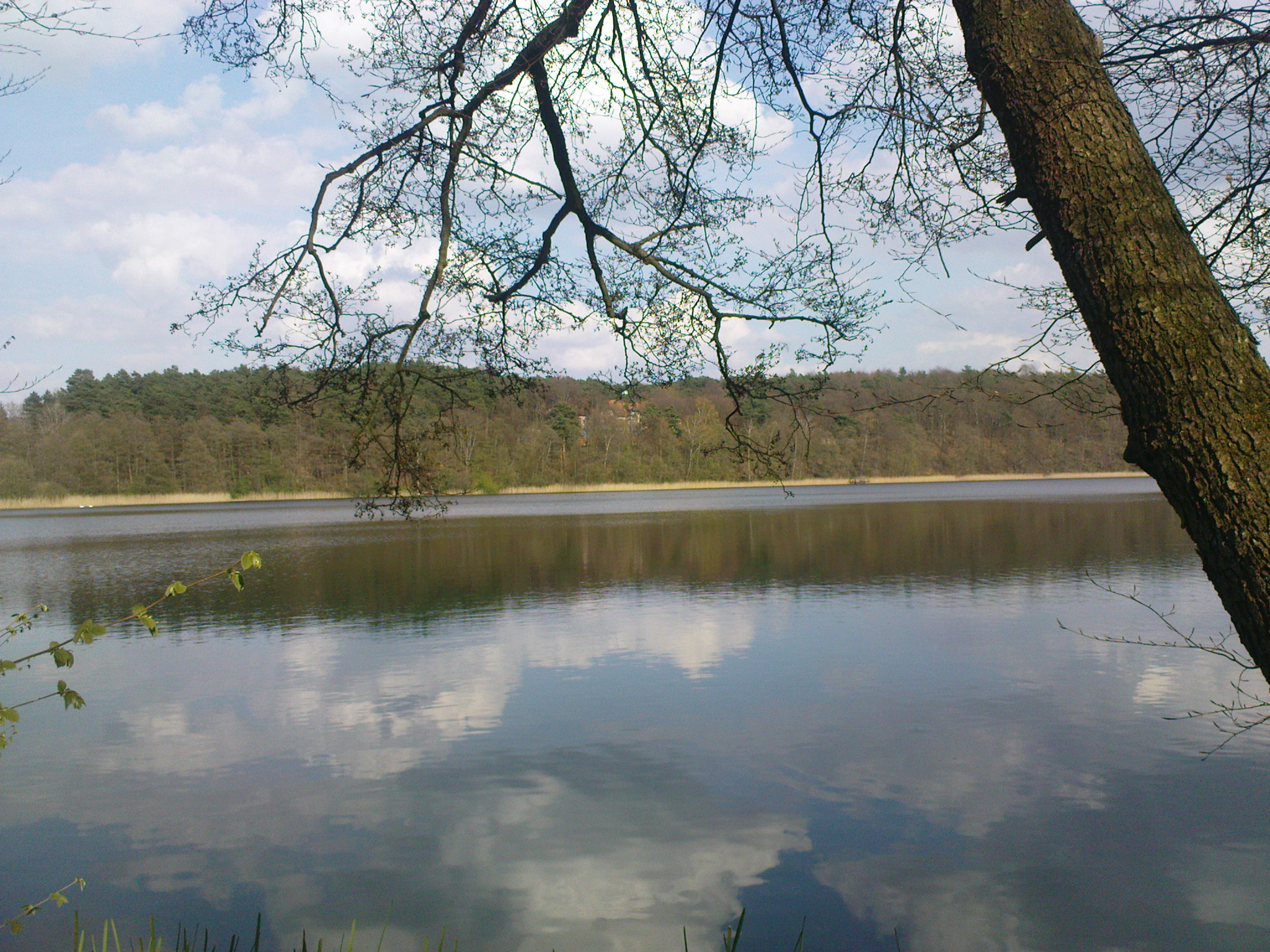
Jezioro Kańsko

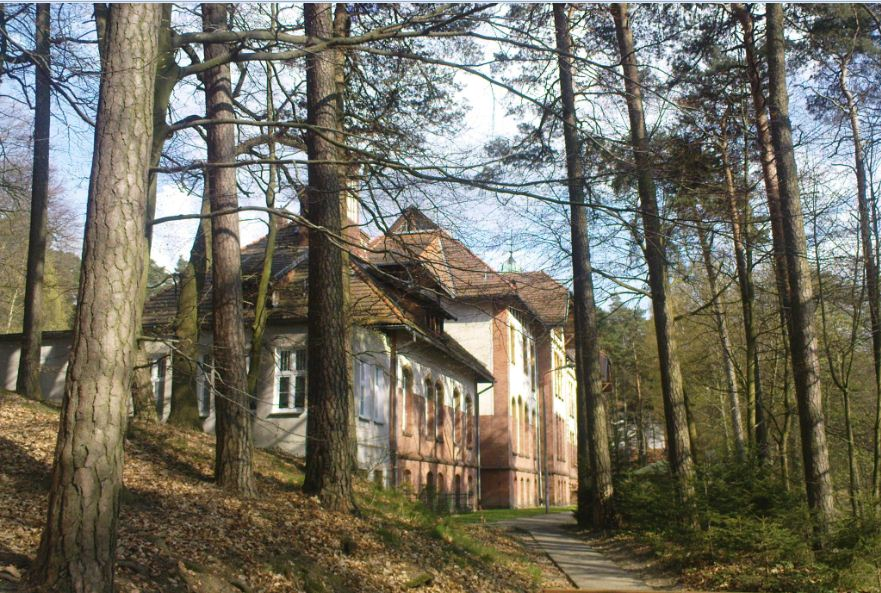
Szpital nad jeziorem Kańsko

Złocieniec leży w południowo-wschodniej części województwa zachodniopomorskiego nad rzeką Drawą. Jest jednym z większych miast na Pojezierzu Drawskim.
Według danych z 1 stycznia 2009 powierzchnia miasta wynosi 32,28 km².
Złocieniec początkowo był przygraniczną osadą w Wielkopolsce. W XIII wieku został zdobyty przez Brandenburgię, a następnie włączony do Nowej Marchii. Od czasu włączenia w granice Królestwa Prus Złocieniec uznawany jest za leżący na Pomorzu Zachodnim.
Przez miejscowość przepływa ponadto rzeka Wąsowa, która na terenie miasta uchodzi do Drawy. W granicach miasta znajdują się niewielkie jeziora: Rakowo Przednie, Rakowo Tylne, Maleszewo i Dłusko.
W skład miasta wchodzą następujące dawne miejscowości: Budów, Bytyń, Czubata, Gaje, Grotniki, Kosowo, Krosin, Rakowo.
Mieszkańcy wyróżniają takie obszary jak:
- Os. Czaplineckie
- Os. Gronowskie
- Budów
- Os. Pomorskie
- Zatorze
- Centrum

Części miasta: Budów, Bytyń, Gaje, Grotniki, Kosowo, Krosin, Rakowo.
Przez Złocieniec przechodzi droga krajowa nr 20 oraz dwie linie kolejowe: nr 210 oraz nr 410.
Od 1945 roku w granicach Polski, początkowo w województwie szczecińskim, w latach 1950–1975 w tzw. dużym województwie koszalińskim, a w latach 1975–1998 w tzw. małym województwie koszalińskim.

## Zabytki i atrakcje turystyczne
Do wojewódzkiego rejestru zabytków wpisany jest::
- śródmieście, nr rej. 29 z dnia 4 września 1956 r.
- gotycki kościół pw. Wniebowzięcia Najświętszej Maryi Panny z XV wieku, 1723 i 1870, z neogotycką wieżą z 1875 r., nr rej. 569 z dnia 15 lutego 1966 r. Kościół parafialny, rzymskokatolicki należący do dekanatu w Drawsku Pomorskim, diecezji koszalińsko-kołobrzeskiej, metropolii szczecińsko-kamieńskiej
- ruiny zamku z XIII/XIV wieku, XVII/XVIII wieku oraz XIX/XX wieku, nr rej. 18 z dnia 4 lipca 1954 r.

- zespół sanatoryjno-szpitalny z pocz. XX wieku, nr rej. 1243 z dnia 5 stycznia 1994 r., w skład którego wchodzą:
  - sanatorium-szpital z 1905 r., budynek murowano-drewniany
  - budynek administracyjny murowano-drewniany z 1905 r.
  - leżakownia z 1905 r., obecnie magazyn
  - stajnia murowano-drewniana z 1905 r., obecnie magazyn
  - stolarnia i prosektorium, budynek murowano-drewniany
  - pompownia I (altana) murowano-drewniana z 1905 r., obecnie magazyn
  - pompownia II drewniana z 1905 r.
  - park Żubra

Ponadto:
- Ratusz z XIX wieku, zbudowany na planie prostokąta
- Cmentarz żydowski w Złocieńcu
- nazistowski ośrodek szkoleniowy Ordensburg Krössinsee
- kamienice z XVIII i XIX w.
- Zajączek Złocieniaszek – drogowskaz w północnej części miasta; jego postać jest współcześnie również maskotką miasta.

## Historia
Na zboczach Góry Rakowskiej zostało odnalezione cmentarzysko typu urnowego z VII-VI wieku p.n.e., będące najstarszym śladem osadnictwa ludzkiego na obszarze miasta.
W czasach Bolesława Krzywoustego przebiegała tędy granica pomiędzy Pomorzem i Wielkopolską. W XIII w. tereny te zostały zajęte przez Brandenburgię. Pierwsza wzmianka o Złocieńcu pochodzi z 1311 r. Prawa miejskie od 1333 r. Od XIV w. własność Wedlów, a od XVI w. Borków. Przebiegała tędy tzw. Droga Margrabiów biegnąca do Drawska. Miasto zdobył Władysław Jagiełło, który obsadził miasto polską załogą obronną. W 1431 zdobyli je Krzyżacy. W 1657 przez miasto przeszła tzw. pogoń hetmana Stefana Czarnieckiego, która ścigała Szwedów. Od XVIII rozwój produkcji sukna, w 1838 uruchomiono mechaniczną tkalnię z przędzalnią o napędzie parowym. 
W nocy z 4 na 5 marca 1945 do Złocieńca wkroczyli żołnierze 2 Dywizji Piechoty i 1 Brygada Pancerna im. Bohaterów Westerplatte z 1 Armii Wojska Polskiego kończąc w miejscowości panowanie reżimu III Rzeszy. Po II wojnie światowej zniszczenia obejmowały 20% zabudowy Złocieńca. 
27 grudnia 2012 Rada Miejska nadała rondu w ciągu drogi krajowej nr 20, na skrzyżowaniu ulic: Czaplineckiej, I Dywizji Wojska Polskiego, Adama Mickiewicza i Marszałka Józefa Piłsudskiego – nazwę Rondo im. Ks. Jana Dybowskiego CR. 16 maja 2019 św. Andrzej Bobola został ogłoszony patronem miasta.

## Toponimia
Niemiecką nazwę zapisano w 1333 roku jako Falkenburg, pochodzi ona od rzeczownika Falke (pol. sokół) i -burg. Po przejęciu miasta przez administrację polską w 1945 roku przejściowo używano nazw Morzysław i Złociniec (1945-1947). Rozporządzeniem rządowym z dnia 7 maja 1946 roku wprowadzona została nazwa Złocieniec, pochodząca od rzeczownika złocień (chryzantema) z formantem –ec.

## Demografia
- Piramida wieku mieszkańców Złocieńca w 2021 roku[19].

## Gospodarka
Do transformacji gospodarczej Złocieniec był regionalnym ośrodkiem przemysłu, a w szczególności przemysłu lekkiego oraz ceramiki budowlanej. W mieście działał Zakład Przemysłu Wełnianego w Złocieńcu oraz pięć zakładów ceramiki budowlanej (zakłady przy ul. Drawskiej – A, B, C, D oraz ceramika przy ul. Połczyńskiej). Obecnie do największych zakładów pracy należą: Flow Technics Sp. z o.o., STM Sp.z o.o., Eko-Bet Sp. z o.o., Guzmet s.c., Team Dress Drawa Sp. z o.o. W Złocieńcu mają siedzibę oddziały banków: PKO BP SA, Bank Spółdzielczy w Kaliszu Pomorskim, PeKaO SA, Getin Noble Bank, Bank Pocztowy SA, Alior Bank SA.
W miejscowości działało Państwowe Gospodarstwo Rybackie Złocieniec, którego następcą prawnym jest Przedsiębiorstwo Rybackie w Złocieńcu Sp. z o.o.

## Transport
W miejscowości znajduje się stacja kolejowa, będąca węzłem dwóch linii kolejowych: nr 210 oraz nr 410.
W okresie PRL na trasie Dworzec kolejowy – Dworcowa – Mickiewicza – I Dywizji WP – Czwartaków – Budowo funkcjonowała komunikacja miejska, realizowana przez podstawianego przez wojsko zielonego Jelcza 080. Nie jest obecnie wiadomo, czy autobus kursował przez Rynek.
W Złocieńcu znajduje się siedziba przedsiębiorstwa przewozowego Roma Bus (dawniej Alga) oraz Przedsiębiorstwa Komunikacji Samochodowej (PKS) Złocieniec, powstałego 8 sierpnia 2014 z wyodrębnienia dawnej placówki terenowej (biurowiec, warsztaty, zaplecze techniczne, 40 pojazdów, w tym 38 autobusów wartości 853 tys. zł, 78 pracowników) z PKS w Szczecinku, którą za 1,5 mln zł wykupiło starostwo drawskie wraz z samorządami gmin Kalisz Pomorski, Wierzchowo i Złocieniec. 20 grudnia 2017 PKS Złocieniec uzyskał decyzję o dofinansowaniu wymiany taboru (9 autobusów na 40 miejsc oraz 7 busów na 21 osób) ze środków UE w wysokości 5,4 mln zł przy całkowitej wartości projektu 7,7 mln zł, a 2 stycznia 2018 PKS Złocieniec został operatorem publicznego transportu zbiorowego w powiecie drawskim i świdwińskim.

## Kultura

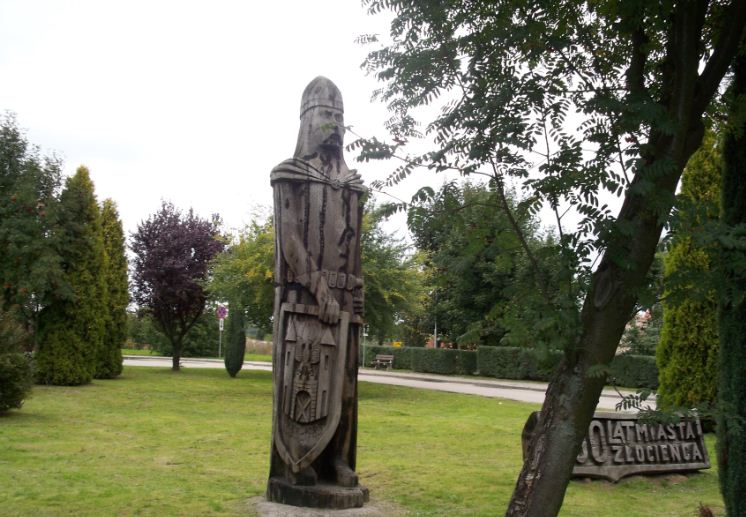
Złocieniecki wojak

Stałe masowe imprezy to: Święto Drawy, Festiwal Podróżniczy 16 Południk, Festiwal Piosenki Turystycznej 16 Południk, Dni Złocieńca, Ogólnopolskie Regaty o Puchar Ziemi Złocienieckiej, Zachodniopomorskie Targi Wystawiennicze Jarmark Kultury Mieszkańców Pojezierza Drawskiego.
W Złocienieckim Ośrodku Kultury (ZOK) działają takie formacje, jak:
- Zespół Tańca Ludowego „Złocienie”
- Ludowy zespół śpiewaczy „Darskowiacy”
- Formacja Tańca Nowoczesnego „Remittance Of Skills”
- grupa teatralna
- grupy wokalne
- formacja tańca towarzyskiego
- grupa aerobiku

a także pracownia artystyczno-ceramiczna. Jeszcze pod koniec XX wieku mieścił się tam zastęp harcerski o nazwie „Mochowiacy”, działał on na terenie Złocieńca ok. 40 lat.
W ramach ZOK funkcjonuje kino „Mewa”.
Złocieniec został sportretowany w utworze Makatka ze Złocieńca zespołu Stare Dobre Małżeństwo. Utwór ukazał się na płycie Kino objazdowe w 2002 r. Autorem muzyki i wykonawcą jest – pochodzący ze Złocieńca – lider zespołu Krzysztof Myszkowski.
W mieście funkcjonuje od kilku lat Bractwo Rycerskie Wolna Drużyna Piesza i późnośredniowieczna grupa Wojowie Gardu Welesa.
W 2017 miała miejsce III edycja Festiwalu Podróżniczego „16 Południk”.

## Oświata
W Złocieńcu znajdują się dwa przedszkola niepubliczne prowadzone przez jednostkę wojskową.
| szkoła                          | patron                          | data utworzenia | rodzaj szkoły    | adres               |
| ------------------------------- | ------------------------------- | --------------- | ---------------- | ------------------- |
| Szkoła Podstawowa nr 1          | im. Janusza Kusocińskiego       | 1945-09-03      | szkoła publiczna | ul. I Dywizji WP 4a |
| Szkoła Podstawowa nr 3          | im. Żołnierza Polskiego,        |                 | szkoła publiczna | ul. Czwartaków 2    |
| Gimnazjum nr 1                  | im. Bohaterów Monte Cassino     | 1999-09-01      | szkoła publiczna | ul. I Dywizji WP 4  |
| Gimnazjum nr 2                  | im. Gen. Władysława Sikorskiego |                 | szkoła publiczna | ul. Czwartaków 2    |
| Zespół Szkół Ponadgimnazjalnych | im. Gen. Władysława Andersa     | 1946-09-01      | szkoła publiczna | ul. Okrzei 9        |

Szkoła Podstawowa nr 1 dysponuje dwoma budynkami. Oddziały dzieci starszych zlokalizowane są przy ul. Chopina 10, młodszych – przy ul. I Dywizji WP 4 i 4a.

## Administracja

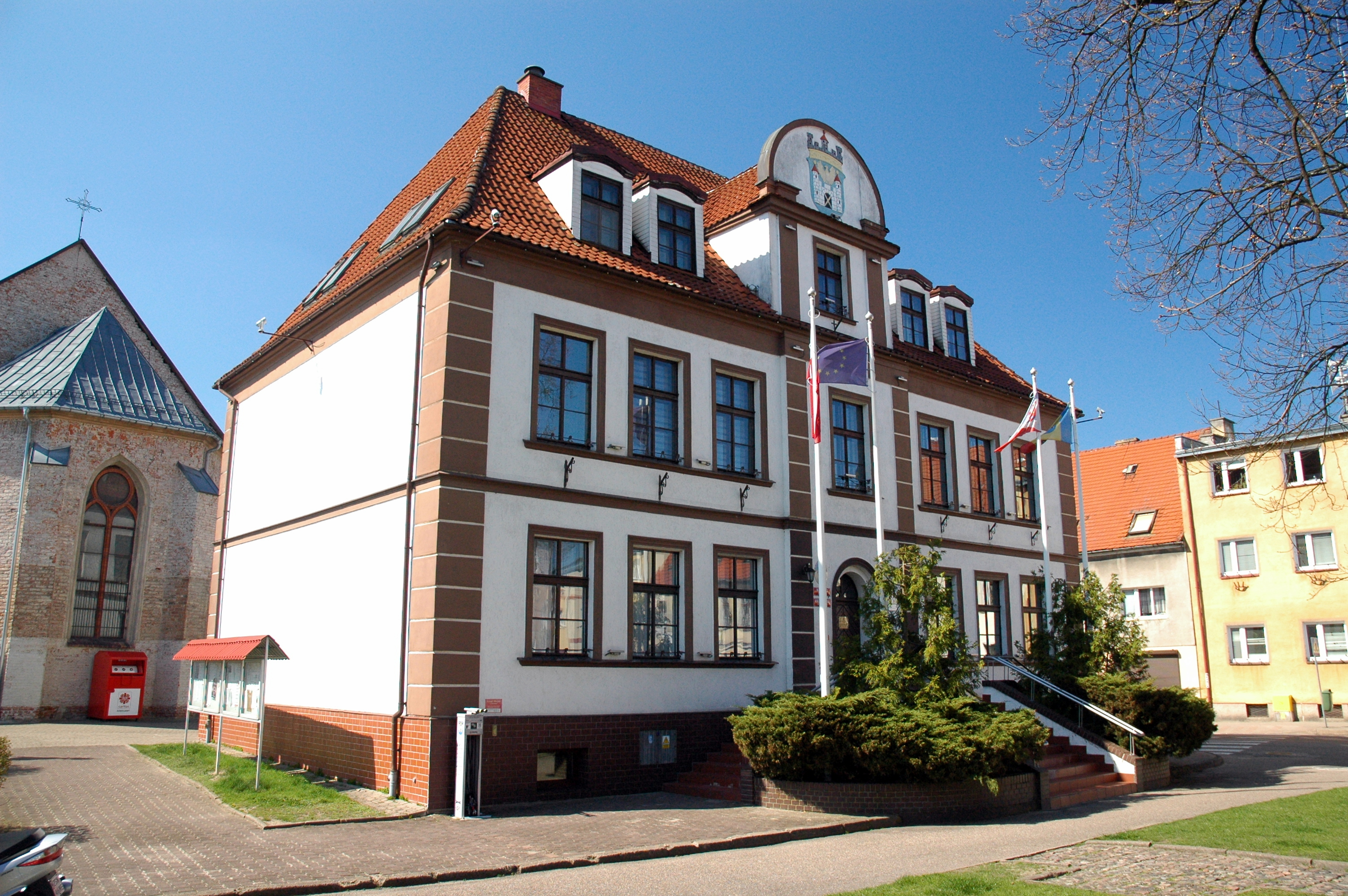
Ratusz w 2024 roku

Miasto jest siedzibą gminy miejsko-wiejskiej. W Radzie Miejskiej w Złocieńcu zasiada 15 radnych. Organem wykonawczym jest burmistrz. Siedzibą władz jest urząd miejski przy Starym Rynku.
Burmistrzowie Złocieńca:
- Waldemar Krzysztof Włodarczyk (od 2002 r.)
- Krzysztof Zacharzewski (od 2014 r.)
- Małgorzata Głodek (od 2024 r.)

Złocieniec należy do Związku Miast Polskich.
Mieszkańcy Złocieńca wybierają posłów z okręgu wyborczego nr 40, senatora z okręgu wyborczego nr 99, a posłów do Parlamentu Europejskiego z okręgu wyborczego nr 13.

## Sport
Miejski Klub Sportowy to „Olimp” Złocieniec. Funkcjonują tu także Uczniowski Klub Sportowy "Traper" i Złocieniecki Klub Karate. 
Przy szkole podstawowej nr 1 działa klub żeglarski UKS „Szkwał” Złocieniec.

## Wspólnoty religijne

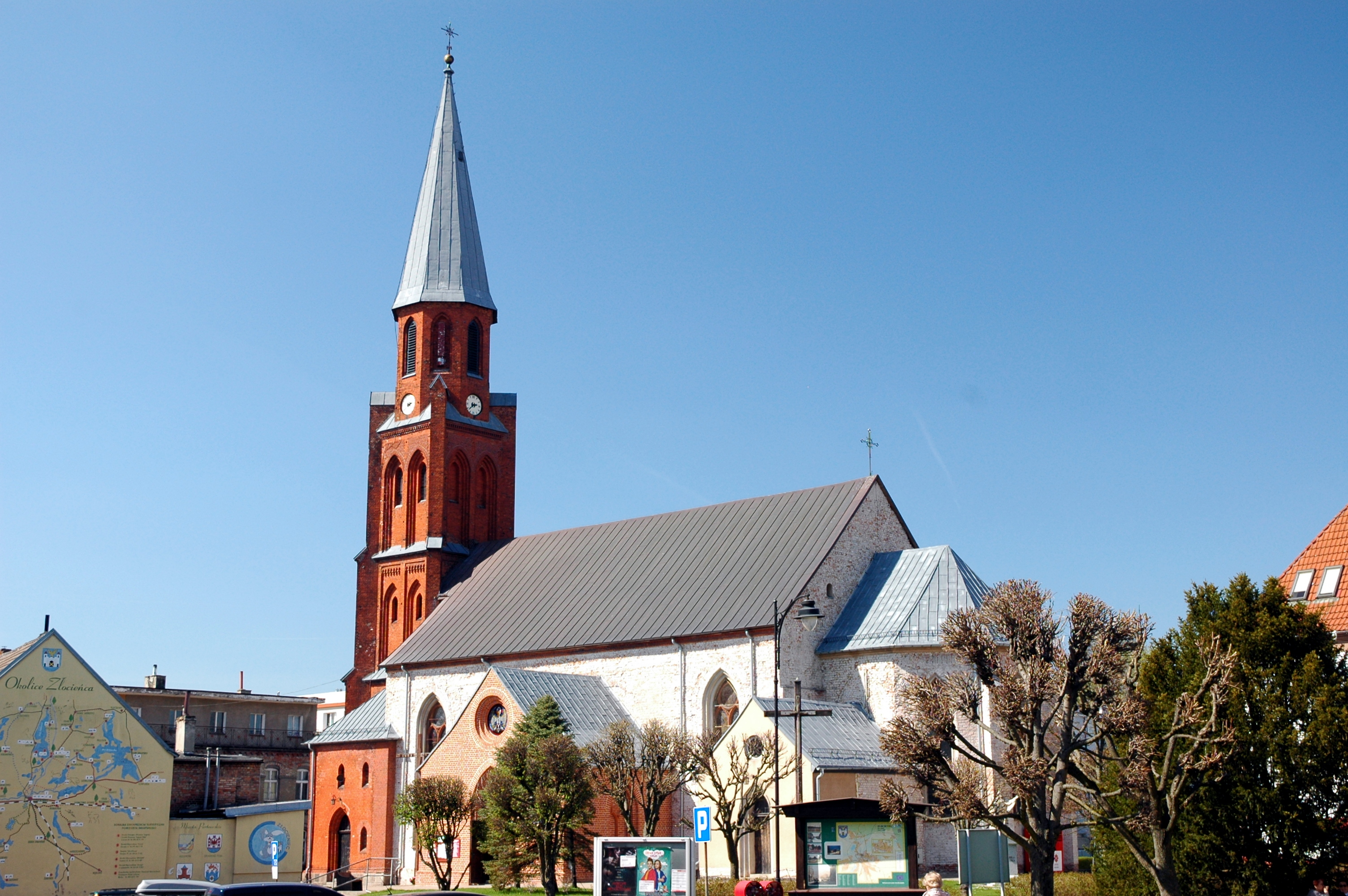
Kościół Wniebowzięcia NMP (2023)

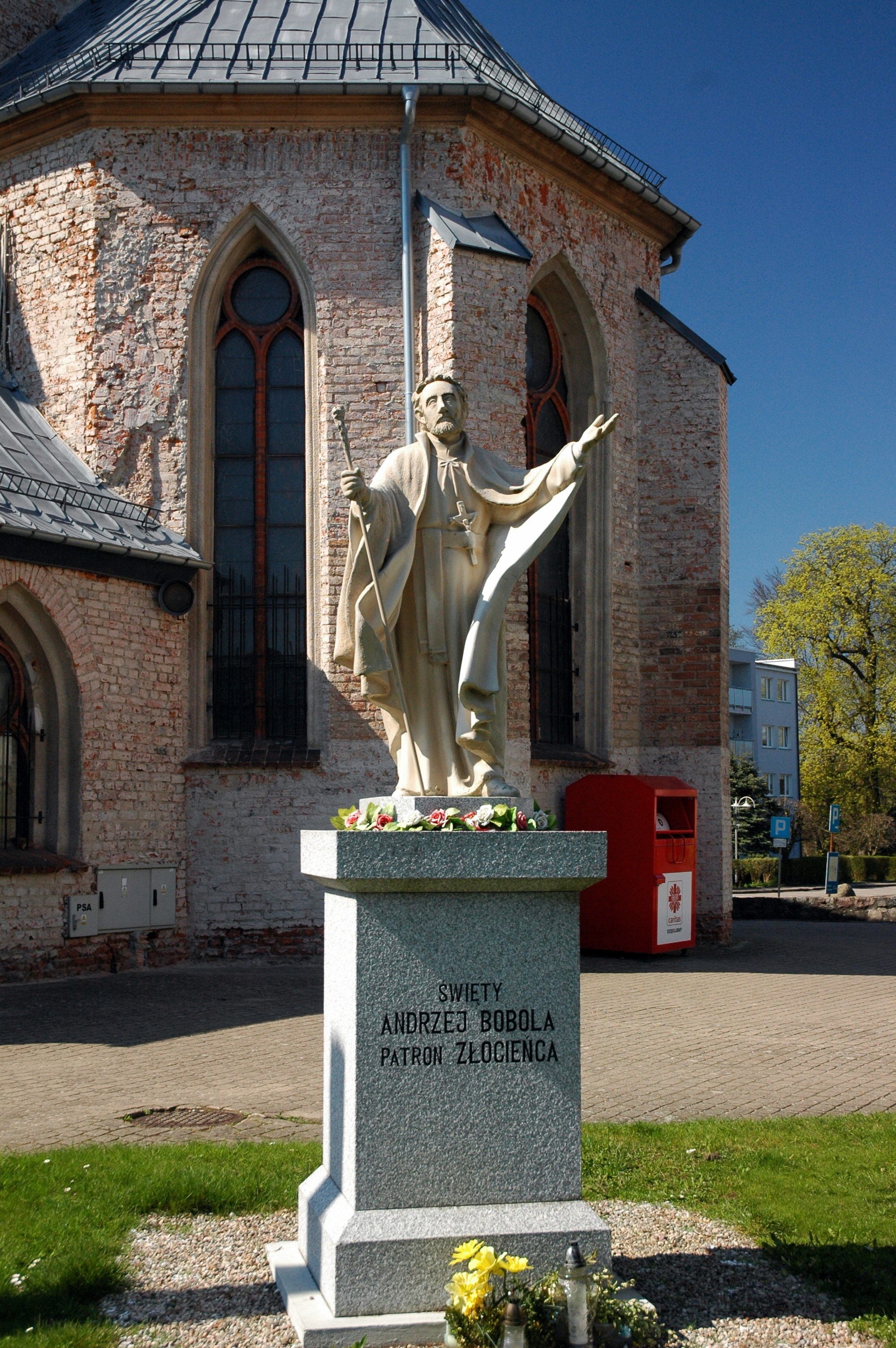
Andrzej Bobola patron miasta

Na terenie miasta działalność religijną prowadzą trzy rzymskokatolickie parafie: Wniebowzięcia Najświętszej Maryi Panny, św. Augustyna (parafia wojskowa) oraz św. Jadwigi Królowej. Obie podlegają pod dekanat Drawsko Pomorskie, diecezję koszalińsko-kołobrzeską, metropolię szczecińsko-kamieńską.
W Złocieńcu znajduje się sala królestwa zboru Świadków Jehowy (w tym grupa rosyjskojęzyczna; ul. Dworcowa 17b).

## Miasta partnerskie
Władze gminy Złocieniec prowadzą współpracę samorządową z następującymi miastami:
- Bad Segeberg (Niemcy) od 12 kwietnia 1995
- Drawsko Pomorskie (pow. drawski, woj. zachodniopomorskie) od 10 października 2002
- Koserow (Niemcy) od 15 lipca 2001
- Pyrzyce (pow. pyrzycki, woj. zachodniopomorskie) od 9 września 1999